# 阿米克 (密歇根州)
阿米克（英語：Ahmeek）是位於美國密歇根州基威諾縣的一個村。此地同時亦為密歇根州面積最小的市鎮（城市和村）。

## 人口
根據2020年美國人口普查的數據，阿米克的面積為0.18平方千米，當中陸地面積為0.18平方千米，而水域面積為0.00平方千米。當地共有人口127人，而人口密度為每平方千米705人。